# Magilina
Magilina is een geslacht van weekdieren uit de klasse van de Gastropoda (slakken).

## Soort
- Magilina serpuliformis Vélain, 1877